# Piano quinquennale

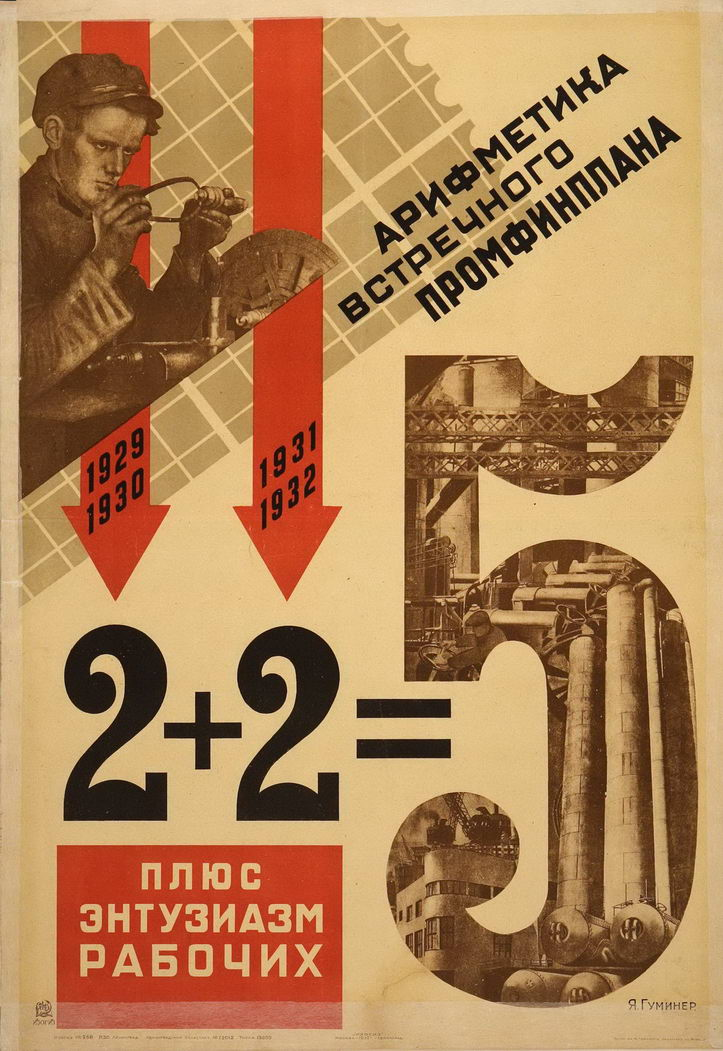
Manifesto sovietico che incitava alla rapida realizzazione del primo piano quinquennale, utilizzando lo slogan "2 + 2 più entusiasmo operaio = 5"

Il piano quinquennale (in russo: "пятилетка" - pjatiletka, quinquennio) è uno strumento di politica economica utilizzato (in Russia da Iosif Stalin a partire dal 1928) nei paesi comunisti dove l'iniziativa economica è in larga parte gestita da enti pubblici. Un piano quinquennale individua determinati obiettivi da raggiungere in un periodo di cinque anni nei vari ambiti dell'economia, per uno sviluppo anche nel settore industriale. Gli obiettivi consistono in una definita quantità fisica di beni che dovranno essere prodotti.

## Premessa
I piani quinquennali furono introdotti per la prima volta nell'URSS sotto la guida di Stalin negli anni tra il 1929 ed il 1933. L'organo principale responsabile della pianificazione economica quinquennale era il Gosplan (dal russo: Государственный Плановый Комитет - Gosudarstvennyj Planovij Komitet, "Commissione Statale per la Pianificazione"). Il primo piano quinquennale sovietico favorì un enorme sviluppo dell'industria pesante, mentre sfavorì la produzione dei beni di consumo e il settore agricolo. A questo primo tentativo seguirono altri piani quinquennali, nei quali i metodi divennero di volta in volta più elaborati e sofisticati, anche grazie all'introduzione di maggiori indicatori di produttività (non solo in termini fisici), al mutamento della lista delle priorità a favore dei beni di consumo, all'aumento dell'uso di incentivi (estesi anche ai dirigenti) e all'autonomia delle strutture locali.
Tale sistema di pianificazione economica è stato adottato anche nella Repubblica Popolare Cinese e vige ancora oggi, nonostante si sia ormai affiancata all'iniziativa pubblica anche quella imprenditoriale privata. Ci sono stati esempi di pianificazione economica simile, anche se con alcune differenze, in molti altri Paesi che hanno adottato un'economia socialista, tra cui il Vietnam.
In aggiunta a ciò, diversi Stati capitalisti hanno mutuato lo strumento della pianificazione centrale, applicandolo nel contesto di una economia di mercato, impostando obiettivi economici integrati in un periodo finito di tempo, anche diverso dal quinquennio. Si trovano, così, dei "piani settennali" e dei "piani dodecennali".
Alcuni piani quinquennali non sfruttarono completamente il periodo di tempo loro assegnato: alcuni raggiunsero gli obiettivi prefissati prima di quanto previsto, mentre altri fallirono e vennero abbandonati. In URSS complessivamente ci furono tredici piani quinquennali. Il primo venne approvato nel 1928, per il periodo di cinque anni dal 1929 al 1933, e venne completato con un anno di anticipo. L'ultimo si riferiva al periodo dal 1991 al 1995 e non venne completato a causa della dissoluzione dell'Unione Sovietica nel 1991.

## Unione Sovietica: La NEP e il dibattito degli anni venti
Stalin ereditò da Lenin, e mantenne, la Nuova Politica Economica (NEP). Nel 1921, Lenin aveva persuaso il X Congresso del Partito ad approvare la NEP in sostituzione del comunismo di guerra, istituito durante la guerra civile russa. Nel comunismo di guerra lo Stato aveva assunto il controllo di tutti i mezzi di produzione, scambio (commercio) e comunicazione. Tutte le terre erano state nazionalizzate (dal Decreto sulla terra, finalizzato nel Codice terriero del 1922, che stabiliva anche la collettivizzazione come obiettivo a lungo termine). Ai contadini era stato permesso di lavorare le proprie terre e il surplus di produzione, che eccedeva i loro bisogni, veniva poi acquistato dallo stato che imponeva le proprie condizioni; il denaro fu gradualmente sostituito dal baratto e da un sistema di coupon.
Con la NEP, lo stato controllava tutte le grandi imprese (fabbriche, miniere, ferrovie) e quelle di media dimensione, mentre furono consentite le piccole aziende private che impiegavano meno di 20 persone (principalmente commercianti e negozianti) che rimasero fuori del controllo statale. La requisizione della produzione agricola venne sostituita da un sistema di tassazione (una percentuale fissa del raccolto), e ai contadini fu consentito di vendere il proprio surplus (ad un prezzo regolato dallo stato) anche se furono incoraggiati ad unirsi alle fattorie statali, i sovchoz, fondati sulle terre espropriate ai nobili dopo la rivoluzione del 1917. Nei sovchoz i contadini lavoravano con un salario fisso come gli operai di una fabbrica. Il denaro ritornò in uso con l'emissione di nuove banconote sostenute dall'oro.
La NEP fu la risposta di Lenin alla crisi economica seguita all'applicazione del comunismo di guerra. Nel 1920, la produzione industriale e quella agricola equivalevano rispettivamente al 13% e al 20% rispetto ai valori del 1913. Tra il 21 febbraio e il 17 marzo del 1921, i marinai di Kronštadt si erano ammutinati; in aggiunta, la guerra civile russa, che era stata la principale ragione per l'introduzione del comunismo di guerra, era virtualmente vinta ed i controlli potevano venire allentati.
Negli anni venti ci fu un acceso dibattito tra Bucharin, Tomskij e Rykov da una parte, e Trockij, Zinov'ev e Kamenev dall'altra. Il primo gruppo, l'ala destra del partito, riteneva che la NEP fornisse un adeguato livello di controllo dello stato sull'economia, e favorisse uno sviluppo sufficientemente rapido, mentre il secondo, lo schieramento di sinistra, era convinto che si dovessero accelerare i ritmi di sviluppo, e che fosse necessario esercitare un maggiore controllo statale. Fra le altre cose, la seconda fazione pensava che i profitti dovessero essere divisi tra tutta la popolazione e non solo tra pochi privilegiati. Nel 1925, al XIV Congresso del Partito, Stalin - come era solito fare nei primi tempi - rimase sullo sfondo pur schierandosi con il gruppo di Bucharin. Nel 1927, però, passò dall'altra parte, sostenendo i dirigenti favorevoli ad un maggior controllo statale.

## I Piani
Ogni piano quinquennale trattava tutti gli aspetti dello sviluppo: beni capitali (quelli usati per produrre altri beni, come carbone, ferro, macchinari), beni di consumo (ad esempio sedie, tappeti, ferri da stiro), agricoltura, trasporti, comunicazioni, salute, istruzione e benessere pubblico. L'enfasi variava da piano a piano, anche se in genere era posta su energia (produzione di energia elettrica), beni capitali e agricoltura. Esistevano degli obiettivi di base e degli obiettivi ottimali. Furono compiuti degli sforzi, in particolare col Terzo Piano, per spostare l'industria verso est e renderla più sicura dagli attacchi nemici durante la seconda guerra mondiale.

### Il Primo Piano, 1928-1932

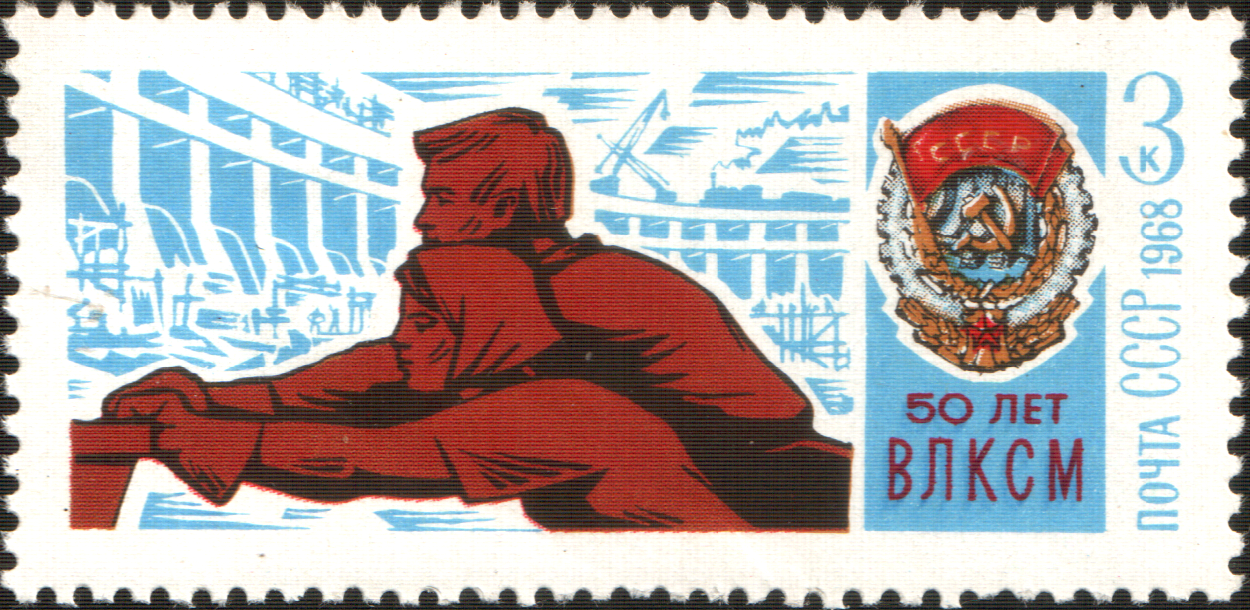
Un francobollo commemorativo del primo piano quinquennale che raffigura un uomo e una donna che lavorano assieme in una fabbrica

Stalin introdusse il Primo Piano nel 1928, ed il successo nel raggiungimento degli obiettivi fu dichiarato in anticipo, nel 1932. Stalin rese chiare le sue motivazioni nel formulare il piano quando dichiarò che la Russia era di almeno 50 o 100 anni indietro rispetto alle potenze industriali dell'epoca, e che doveva industrializzarsi o "venire schiacciata". Il perno della politica economica in questo periodo fu la collettivizzazione forzata delle terre, secondo cui i possedimenti dei kulaki furono sottratti dalle istituzioni e riconvertiti in kolchoz (fattorie cooperative) e sovchoz (fattorie di proprietà dello Stato). Queste ultime erano obbligate a vendere una quota del proprio prodotto allo Stato stesso, ad un prezzo fissato dallo Stato, perché venisse redistribuito o alimentasse un mercato i cui proventi sarebbero stati rinvestiti nelle attività industriali pesanti.

### Il Secondo Piano, 1933-1937
Nonostante alcuni problemi con il Primo Piano, il governo andò avanti con il Secondo Piano quinquennale nel 1933. Questo portò a un'enorme crescita nella produzione di acciaio (più di 17 milioni di tonnellate), ponendo l'Unione Sovietica non distante dalla Germania come una delle principali nazioni produttrici al mondo. Come successe per gli altri piani quinquennali, il secondo non ebbe un successo uniforme, non riuscendo a raggiungere i livelli di produzione raccomandati in settori cruciali quali carbone, petrolio e cemento.

### Il Terzo Piano, 1938-1942
I primi due anni del Terzo Piano quinquennale si rivelarono ancor più deludenti in termini di obiettivi di produzione proclamati. Anche così però, il valore di questi obiettivi e della coordinazione di un intero sviluppo dell'economia, partendo da una pianificazione centralizzata, furono innegabili. Il tasso annuo di crescita industriale attorno al 12-13%, ottenuto dall'Unione Sovietica negli anni trenta ha pochi esempi nella storia economica di altre nazioni. Poiché l'economia russa era sempre stata indietro rispetto al resto d'Europa, questi aumenti apparvero ancor più impressionanti. Inoltre, questo alto tasso di crescita venne proseguito dopo la seconda guerra mondiale, con la necessità di riparare le devastazioni belliche, e proseguì fino nei primi anni cinquanta, per poi declinare gradualmente.

### Il Quarto e il Quinto Piano, 1946-1950 e 1951-1955

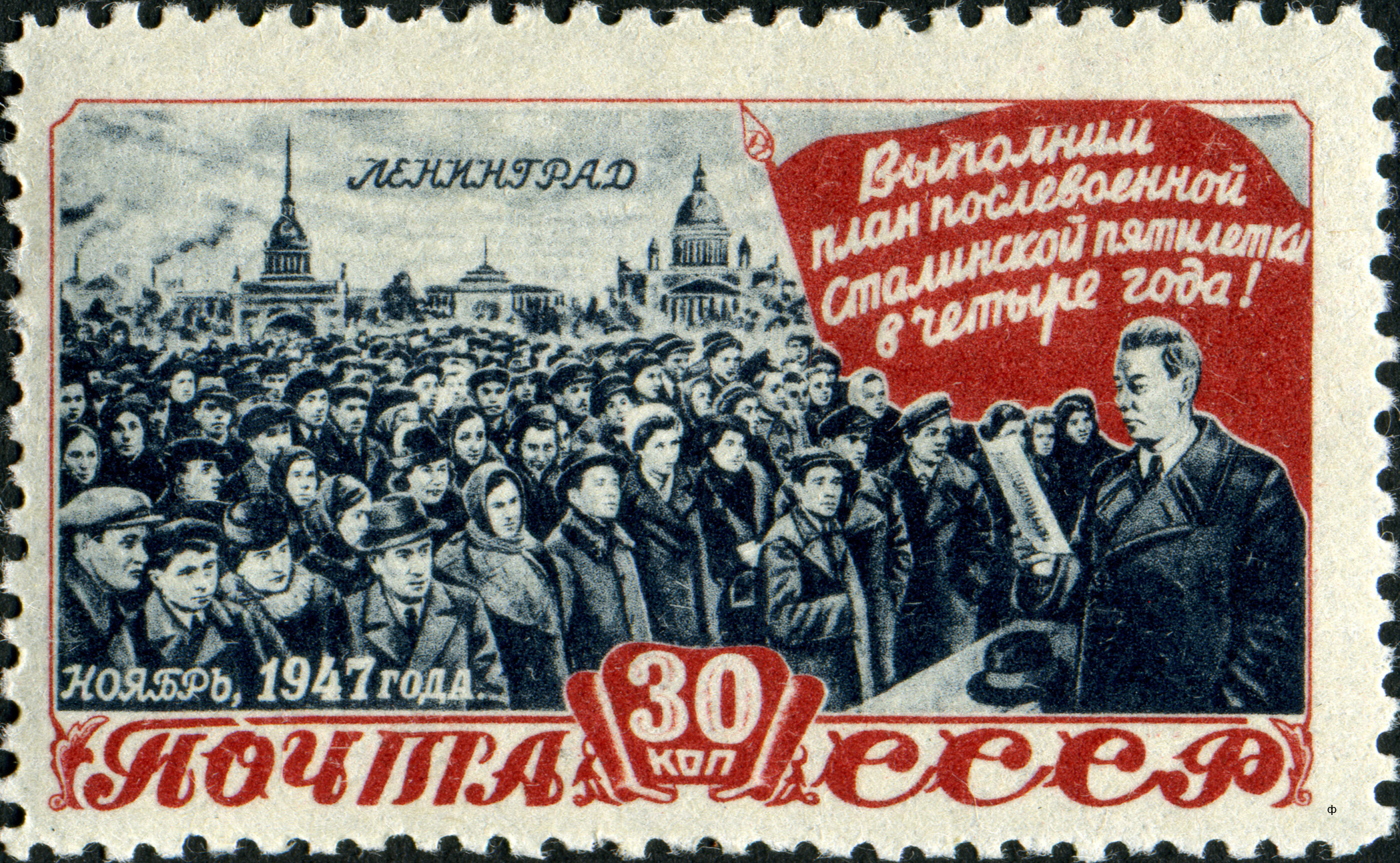
Un francobollo raffigurante un raduno dei lavoratori di Leningrado (attuale San Pietroburgo)

Dopo la seconda guerra mondiale, l'enfasi fu posta sulla ricostruzione, e nel 1945 Stalin promise che l'URSS, entro il 1960, sarebbe diventata una delle principali potenze industriali.
In quel periodo gran parte delle zone industriali dell'URSS europea erano state devastate dalla guerra. Ufficialmente, 98.000 fattorie collettive erano state saccheggiate e devastate, con la perdita di 137.000 trattori, 49.000 mietitrebbie, 7 milioni di cavalli, 17 milioni di capi di bestiame, 20 milioni di maiali e 27 milioni di pecore. Era stato distrutto un quarto di tutti gli equipaggiamenti in 35.000 fabbriche e stabilimenti; oltre a 6 milioni di edifici, compresi 40.000 ospedali, in 70.000 villaggi e 4.710 città (il 40% degli alloggi urbani), che lasciarono 25 milioni di senzatetto; circa il 40% delle ferrovie erano state distrutte; ufficialmente erano morti 7,5 milioni di militari, e 6 milioni di civili, ma, forse, morirono complessivamente circa 20 milioni di persone (in confronto alle 250.000 vittime degli USA). Nel 1945 l'attività mineraria e quella metallurgica erano al 40% dei livelli del 1940, la produzione di corrente elettrica era scesa del 52%, la ghisa del 26% e l'acciaio del 45%; la produzione di cibo era al 60% dei livelli del 1940. Dopo la Polonia, l'URSS fu la nazione più colpita dalla guerra. La ricostruzione venne ostacolata dalla cronica mancanza di manodopera causata dall'enorme numero di vittime sovietiche nella guerra. Oltre a ciò, si aggiunge che il 1946 fu l'anno più secco dal 1891, e il raccolto agricolo fu particolarmente povero.

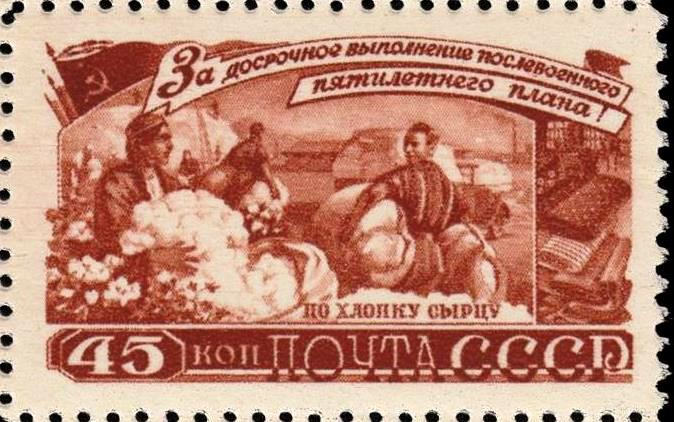
Un francobollo raffigurante la raccolta del cotone con lo slogan: "Per la rapida realizzazione del piano quinquennale postbellico per il cotone grezzo!"

USA e URSS non furono in grado di accordarsi sui termini di un prestito statunitense per aiutare la ricostruzione, e questo fu un fattore che contribuì alla rapida escalation della Guerra Fredda. L'URSS ottenne comunque delle riparazioni di guerra dalla Germania, e fece sì che le nazioni dell'Europa Orientale effettuassero dei pagamenti per ricompensare la loro liberazione dai nazisti da parte dei sovietici.
Nel 1949 venne fondato il Comecon (Consiglio per il mutuo aiuto economico), che legò assieme le nazioni del blocco orientale.
Un terzo dei capitali del Quarto Piano venne speso in Ucraina, territorio importante per la produzione agricola e industriale, che era stata una delle zone più devastate dalla guerra.
Nel 1947 cessò il razionamento del cibo, ma solo nel 1952 la produzione agricola poté superare appena i livelli raggiunti nel 1940. La produzione industriale nel 1952, invece, fu quasi doppia rispetto al 1940.

### Il Sesto Piano, 1956-1960
Il sesto piano fu portato avanti da Nikita Khrushchev, dopo la morte di Stalin nel 1953.
Tra le politiche del sesto piano troviamo la Campagna delle terre vergini, la riforma salariale (1956 - 1962), la creazione di paghe minime e l'incremento della produzione di beni di consumo.

### Il Piano Settennale, 1959-1965
A differenza degli altri, questo piano durò 7 anni. Fu approvato durante il ventunesimo congresso del Partito Comunista dell'Unione Sovietica, nel 1959. Si trattò sostanzialmente di un riesame del piano precedente.

### L'Ottavo Piano, 1966-1970
L'ottavo piano comportò il raddoppio della quantità di cereali esportati.

### Il Nono Piano, 1971-1975
Gli scambi commerciali furono favoriti dal miglioramento delle relazioni con gli USA; il reddito medio aumentò del 4.5% su base annua.
Rispetto al piano precedente, gli investimenti per l'introduzione dei primi elaboratori aumentarono del 420%. Nonostante ciò, per la prima volta i risultati economici fissati dal XXIV Congresso del Partito non furono raggiunti in molti settori, come nel settore agricolo, dove la produzione di grano fu mediamente di 70 milioni di tonnellate inferiore all'obbiettivo prefissato dal Gosplan. In generale, la crescita industriale fu del 43%.

### Il Decimo Piano, 1976-1980
Il Decimo Piano quinquennale, approvato durante il XXV Congresso del PCUS del febbraio 1976, conferma il cambio di priorità economiche, già iniziato nel 1972, sostituendo allo sviluppo dei consumi personali e dell'industria leggera, sostenuto da Aleksej Nikolaevič Kosygin, lo sviluppo dell'industria pesante (in particolar modo il settore energetico), della difesa, dell'agricoltura e lo sfruttamento delle "terre vergini"
della Siberia, sostenuto da Leonid Il'ič Brežnev. Nelle intenzioni di Brežnev questo piano doveva produrre un surplus di energia che poteva essere esportata all'estero, grazie al clima di distensione internazionale cominciato appunto nel 1972, in cambio di tecnologie che avrebbero aumentato la produttività delle industrie stesse creando un circolo virtuoso. Si era prevista una crescita industriale del 36%, ma in realtà si arrivò solo al 24%.

### L'Undicesimo Piano, 1981-1985
Durante l'Undicesimo Piano quinquennale, l'URSS importò una cifra intorno alle 42 milioni di tonnellate di grano all'anno, quasi il doppio rispetto al Decimo Piano quinquennale e tre volte di più che durante il Nono Piano quinquennale (1971-75). La gran parte di questo grano venne venduto dall'Occidente; nel 1985, ad esempio, il 94 percento delle importazioni di grano sovietiche provenivano dal mondo non socialista, con gli Stati Uniti che vendettero 14,1 milioni di tonnellate. Comunque, l'export totale sovietico verso ovest fu sempre quasi allo stesso livello dell'import, ad esempio, nel 1984 l'export totale verso l'Occidente fu di 21,3 miliardi di rubli, mentre l'import fu di 19,6 miliardi di rubli.

### Il Dodicesimo Piano, 1986-1990
Il Dodicesimo Piano iniziò con lo slogan uskoreniye, "accelerazione" dello sviluppo economico (rapidamente abbandonato in favore di un motto più vago, perestroika "ricostruzione") e finì con una profonda crisi economica ed un calo di produzione che coinvolse, praticamente, tutti i settori dell'economia sovietica.
La Legge sull'impresa di stato del 1987 e i decreti successivi circa il khozraschyot e l'auto-finanziamento in vari settori dell'economia sovietica, miravano alla decentralizzazione dell'economia pianificata.

### Il Tredicesimo Piano, 1991
Sarebbe dovuto durare fino al 1995, ma a causa del collasso dell'URSS terminò anzitempo, dopo appena un anno.

## I piani quinquennali al di fuori dell'URSS
- Il Nepal, pur non avendo a quel tempo un governo comunista, utilizzò una serie di piani quinquennali dal 1956 al 1990.
- La Repubblica Popolare Cinese utilizza tutt'oggi i piani quinquennali, giunti al quattordicesimo con il lustro 2021-2025.[5]
- La Repubblica del Vietnam, pur avendo un'economia di mercato, utilizzò, per il suo sviluppo economico, piani quadriennali o quinquennali (si veda Economia del Vietnam). Dopo la riunificazione del 1976, il governo socialista ha adottato piani quinquennali.[6]
- L'India utilizzò i piani quinquennali fin dagli anni cinquanta, quando si sviluppò un forte movimento socialista. Successivamente i piani furono modellati per meglio adattarsi ad una economia di mercato.
- La Germania nazista utilizzò lo strumento dei piani quadriennali, indirizzati il primo all'eliminazione della povertà e il secondo della disoccupazione.
- L'Argentina durante il primo governo di Juan Domingo Perón, che tra gli anni quaranta e cinquanta varò due piani quinquennali.
- La Corea del Sud adottò un piano quinquennale nel 1960, durante il governo di Chang Myon, nella seconda repubblica. Il piano non fu portato a termine a causa del colpo di Stato militare di Park Chung-hee del 18 maggio 1961.